# Simulador de Escravidão
Simulador de Escravidão foi um jogo desenvolvido para Android onde o jogador poderia possuir escravos ou lutar contra a escravidão. Um pouco mais de um mês de seu lançamento, o jogo foi retirado da Play Store após denúncias e gerou uma série de investigações.

## Jogo

### Histórico
O Simulador de Escravidão foi desenvolvido pela MagnusGames, que afirmava ter criado o jogo “para fins de entretenimento”, e que a empresa era contra a escravidão. Em sua descrição, está que este é “o melhor simulador de proprietários de escravos e comércio de escravos”. Ele esteve disponível para download na Play Store desde 20 abril de 2023. O jogo estava disponível em 16 idiomas.
O jogo gerou repercussão negativa nas redes sociais,  e foi retirado da loja virtual no dia 24 de maio. Até a data, o jogo possuía um pouco mais de mil downloads e 70 avaliações, sendo que em parte delas, havia reclamações das poucas possibilidades de agressão contra os escravos. Apesar disso, as pessoas que já possuíam o jogo em seus celulares podiam continuar jogando.

### Jogabilidade
O jogo possuía duas modalidades, a tirana e a libertadora. No modo tirano, o jogador deveria aumentar seus lucros e impedir fugas e rebeliões. Já no modo libertador, o jogador deveria lutar pela liberdade e chegar à abolição. No modo tirano, era possível lutar contra o fim da escravidão subornando parlamentares que discutiam legislações do tipo. Entre as ações possíveis estavam a compra e venda de escravos, redução de comida, punições e recompensa por obediência. Há três tipos de escravos, os trabalhadores, que geram lucro, os guardiões, que servem para proteção, e as cortesãs, que eram usadas para tarefas sexuais.

## Denúncias e investigações
Em 26 de maio, a Educafro Brasil enviou à Justiça Federal uma ação contra a Google por ter disponibilizado o jogo na Play Store. A indenização pedida foi de R$ 100 milhões por danos morais coletivos. Em 24 de maio, a Procuradoria Regional do Cidadão no Rio Grande do Sul, do Ministério Público Federal (MPF), abriu inquérito para apurar a oferta do jogo na Play Store. Em 29 de maio, Grupo Especial de Combate aos Crimes Raciais e de Intolerância (Gecradi) do Ministério Público do Estado de São Paulo (MP-SP) passou a investigar o Google, a MagnusGames e os jogadores que deixaram avaliações consideradas racistas. Representantes da Ordem dos Advogados do Brasil do Rio de Janeiro (OAB-RJ) também afirmaram ter adotado medidas legais contra o desenvolvedor e a Google. O Ministério da Igualdade Racial (MIR) entrou em contato com o Google para a elaboração de um filtro para não permitir a disseminação de discurso de ódio, intolerância e racismo.
Entre outras pessoas que apresentaram denúncias, estão os deputados federais Orlando Silva (PCdoB) e Ivan Valente (PSOL), e as vereadoras Elaine Mineiro (PSOL) e Thais Ferreira (PSOL).